# The Mindbenders
The Mindbenders (originalmente Wayne Fontana and the Mindbenders) foi uma banda da Invasão Britânica dos anos 60 criada por Wayne Fontana (Glyn Ellis, nascido em 28 de outubro de 1945 em Manchester).
Fontana fundou a banda com Bob Lang, Rick Rothwell e Eric Stewart em 1963. Eles lançaram alguns compactos mal-sucedidos até gravarem "Um Um Um Um Um Um" em 1964, que tornou-se um hit no Reino Unido e catapultou uma turnê com Brenda Lee. Eles também tiveram uma canção no primeiro lugar das paradas de sucesso norte-americana, "The Game Of Love".
Depois de uma turnê pela América e mais alguns compactos mal-sucedidos, Fontana deixou a banda no meio de uma apresentação em 1965. O guitarrista Eric Stewart repentinamente tornou-se o vocalista do grupo, que imediatamente tirou o "Waine Fontana" de seu nome.
O primeiro compacto do The Mindbenders sem Fontana foi o sucesso "A Groovy Kind of Love", número um nas paradas norte-americanas e regravado por Phil Collins nos anos 80. O álbum homônimo, entretanto, foi um grande fracasso, assim como seus outros compactos e discos posteriores. Embora tenham aparecido no famoso filme To Sir, with Love, a banda se separou em 1968.

## Discografia
- 1964 It's Wayne Fontana and the Mindbenders
- 1965 The Game of Love
- 1966 Erik, Rick, Wayne, Bob
- 1966 The Mindbenders
- 1966 A Groovy Kind of Love
- 1967 With Woman in Mind